# Lipit-Ixtar
Lipit-Ixtar o Lipit-Ištar; va ser el cinquè governant de la primera dinastia d'Isin, i va governar aproximadament entre el 1934 aC i el 1924 aC. Alguns documents i les inscripcions reials del seu temps han sobreviscut, però ell és principalment conegut per himnes en idioma sumeri escrits en el seu honor, i també per un codi legal anomenat "Codi de Lipit-Ixtar", escrit en el seu nom (precedint el famós Codi d'Hammurabi aproximadament en 200 anys), es va fer servir per a l'ensenyament a les escoles dels escribes durant centenars d'anys després de la seva mort. És una compilació de normes jurídiques, que s'inicia amb un "pròleg" i es tanca amb un "epíleg", i l'enumeració d'articles és similar a la del Codi d'Hammurabi. El "pròleg" diu que Lipit-Ixtar va voler regular la forma de pagar els deutes per frenar les diferències socials i l'acumulació de diners privats, la prestació de serveis a l'estat segons la situació familiar (pare de família, membre d'alguna comunitat domèstica, solter sense fills...) i es reduïa el temps dedicat als serveis obligatoris. L'articulat, en contrast amb el Codi d'Hammurabi, no fa menció de la Llei del talió, i qualsevol mal es repara amb una multa en diners. En els articles conservats tampoc es menciona la pena de mort.
Va succeir al seu pare Ishme-Dagan. Cap a la fi del seu regnat, el rei Gungunum de Larsa va conquerir la ciutat d'Ur i Isin va perdre definitivament el sud de Babilònia. Va tenir com successor a Ur-Ninurta, "fill d'Ishkur" (una deïtat). La Llista de reis sumeris li dona un regnat d'11 anys.

## Cites del Codi de Lipit-Ixtar[3]
1. Si un home entrà dins l'hort d'un altre home i agafà allí per a robar, ell li pagarà deu shekels d'argent.
2. Si un home tallà un arbre en el jardí d'un altre home, ell li pagarà mitja mina d'argent.
3. Si a un home casat la seva muller li dona nens i aquests nens estan vivint, i una esclava també li dona nens del seu amo però el pare concedí la llibertat a l'esclava i als nens d'ella, els nens de l'esclava no dividiran la propietat amb els nens del seu amo anterior.
4. Si l'esposa d'un home no ha parit els nens però una prostituta de la plaça pública ha parit els seus nens, ell mantindrà amb gra, oli i roba a aquesta prostituta. Els nens que la prostituta ha parit seran els seus hereus, i mentre la seva esposa visqui que la prostituta no viurà en la casa amb l'esposa.
5. Si al costat de la casa d'un home una terra rasa d'un altre home ha estat abandonada i l'amo de la casa ha dit a l'amo de la terra rasa: "Com que la teva terra ha estat abandonada que algú pot irrompre en la meva casa: protegeix la teva casa," i aquest acord ha estat confirmat per ell, l'amo de la terra rasa restaurarà a l'amo de la casa qualsevol propietat que hagi perdut.
6. Si un home llogà un bou i fa mal al seu ull, ell li pagarà la meitat del seu preu.
7. Si un home llogà un bou i trenca la carn de l'anell del nas, pagarà un terç del seu preu.
8. Si un home llogà un bou i trenca la seva banya, pagarà un quart del seu preu.
9. Si un home llogà un bou i danya la seva cua, pagarà un quart del seu preu.